# 横浜国立大学教育学部・大学院教育学研究科
横浜国立大学教育学部（よこはまこくりつだいがくきょういくがくぶ、英称:College of Education）は、横浜国立大学に設置される学部の一つである。また、大学院教育学研究科（だいがくいんきょういくがくけんきゅうか、英称:Graduate School of Education）は横浜国立大学大学院に設置される研究科である。

## 概要
横浜国立大学教育学部は、神奈川師範学校および神奈川青年師範学校を前身とし、1949年の横浜国立大学発足時に学芸学部として設立された学部である。1966年に教育学部と改称され、1979年に大学院教育学研究科が設置された。1996年には教員養成系大学としては初となる博士課程を東京学芸大学、埼玉大学、千葉大学と共同で設立した。
附属学校として横浜国立大学教育学部附属鎌倉小学校、横浜国立大学教育学部附属横浜小学校、横浜国立大学教育学部附属鎌倉中学校、横浜国立大学教育学部附属横浜中学校、横浜国立大学教育学部附属特別支援学校を設置している。

## 沿革
- 1874年 - 神奈川県が初めて小学教員養成所を横浜に設置（番外啓行堂）。以後、翌年にかけて多摩郡日野宿（のち八王子へ移転）、高座郡羽鳥村、三浦郡浦賀村に増設[3]。
- 1875年 - 各校を神奈川県第一号師範学校、第二号師範学校、第三号師範学校、第四号師範学校と改称。
- 1876年 - 第一号師範学校に統合し、横浜師範学校と改称[3]。
- 1879年 - 神奈川県師範学校と改称[3]。
- 1943年 - 改正師範教育令施行により、神奈川県師範学校・神奈川県女子師範学校を統合し、官立神奈川師範学校設置。
- 1949年 - 国立学校設置法公布により、横浜国立大学学芸学部設置[4]。
- 1966年 - 教育学部に改称。
- 1979年 - 大学院教育学研究科（修士課程）設置[4]。
- 1996年 - 埼玉大学、千葉大学と共同で東京学芸大学大学院連合学校教育学研究科（博士課程）設置[4]。
- 1997年 - 教育学部を教育人間科学部に改組[4]。
- 2017年 - 教育人間科学部を教育学部に改組[4]。

## 学部
- 学校教育課程[5]
  - 入学定員230名[5]

## 大学院
- 教育実践専攻（修士課程）[6]
  - 入学定員85名[6]
- 教職大学院（高度教職実践専攻）[6]
  - 入学定員15名[6]

## 著名な出身者

### 政治・行政
- 那谷屋正義 - 元文部科学大臣政務官、立憲民主党参議院国会対策委員長
- 畑野君枝 - 衆議院議員、日本共産党中央委員
- 大石尚子 - 元衆議院議員、元民主党政策調査会副会長
- 江端貴子 - 元衆議院議員、元東京大学特任准教授、元アステラス製薬取締役
- 鈴木憲一 - 元衆議院議員、元神奈川県教職員組合長、元神奈川県教育委員会委員
- 小林正 - 元参議院議員、元新しい歴史教科書をつくる会会長
- 永山喜緑 - 元沖縄開発事務次官、元内閣広報室内閣審議官、元平和祈念事業特別基金理事長

### 経済
- 青野玄 - エスエルディー創業者・元社長
- 奥地圭子 - 東京シューレ設立者・理事長、全国不登校新聞社代表理事
- 神山茂 - ジャステック創業者・元社長、元情報サービス産業協会副会長、藍綬褒章
- 瀬戸貢一 - IJTT社長、元イスズ・モータース・アジア社長
- 浜口隆則 - ビジネスバンクグループ社長
- 御手洗大祐 - rakumo創業者・社長CEO、元CNET日本法人社長
- 今瀧健登 - 僕と私と株式会社社長

### マスコミ、ジャーナリズム
- 小松玲葉 - TBSテレビディレクター
- 龍崎孝 - 元TBSテレビ政治部長、元毎日新聞社記者
- 松浦雅子 - 元東北新社CMディレクター、映画監督
- 前野一雄 - 元読売新聞東京本社医療情報部長、日本新聞協会賞、菊池寛賞
- 桑名淳二 - 元学習研究社販売企画室長、元『4年の学習』編集長
- 阿部進 - 教育評論家

### 研究
- 朝倉彰 - 海洋生物学、京都大学教授、元京都大学白浜水族館長、元国際甲殻類学会会長
- 浅野正 - 心理学、元文教大学准教授、元千葉刑務所統括矯正処遇官
- 阿毛久芳 - 国文学、元都留文科大学理事・副学長
- 新井哲夫 - 美術教育、明治学院大学教授、日本教育研究連合会教育研究表彰
- 泉谷淑夫 - 洋画、岡山大学名誉教授
- 石渡明 - 地質学、元東北大学教授、元日本地質学会会長、アメリカ地質学会フェロー、日本地質学会賞
- 板倉昭二 - 心理学、京都大学名誉教授、同志社大学赤ちゃん学研究センター長
- 奥山文幸 - 国文学、熊本学園大学教授、宮沢賢治賞奨励賞
- 鹿毛雅治 - 教育心理学、慶應義塾大学教授
- 河底尚吾 - 西洋古典学、横浜国立大学名誉教授
- 酒井恒 - 動物学、横浜国立大学教授、元日本甲殻類学会会長
- 桜井智野風 - スポーツ科学、桐蔭横浜大学教授
- 佐藤寛之 - 教育学、早稲田大学教授、理科教育学会論文賞
- 杉山久仁子 - 調理科学、横浜国立大学教授、日本学術会議会員
- 鈴木邦雄 - 生態学、第14代横浜国立大学学長、自然環境復元学会会長
- 髙橋あつ子 - 教育心理学、早稲田大学教授、臨床心理士
- 髙橋一生 - 生物海洋学、東京大学教授
- 武田早苗 - 国文学、相模女子大学教授
- 武田正倫 - 動物学、東京大学名誉教授、毎日出版文化賞
- 田崎悦子 - 教育社会学、元苫小牧駒澤大学学長
- 田近洵一 - 国語教育学、元早稲田大学教授
- 田中千穂子 - 心理学、元東京大学教授、臨床心理士
- 鎮西清高 - 地質学、京都大学名誉教授、元日本古生物学会会長
- 冨田幸光 - 古生物学、国立科学博物館名誉研究員
- 内藤卯三郎 - 物理学、愛知学芸大学（現愛知教育大学）初代学長、元奈良女子高等師範学校校長
- 永井撤 - 心理学、東京都立大学名誉教授
- 中川一史 - 情報教育学、放送大学教授
- 西村隆男 - 消費者教育、横浜国立大学教授、日本消費者教育学会学会賞
- 野本三吉 - 教育学、横浜市立大学名誉教授
- 濱田隆士 - 地球科学、東京大学名誉教授、元福井県立恐竜博物館館長、元神奈川県立生命の星・地球博物館館長
- 樋口知志 - 日本古代史、岩手大学教授
- 平田郁美 - 物理学、元共愛学園前橋国際大学学長、群馬県教育委員会教育長
- 平野弘道 - 古生物学、元早稲田大学教授、元日本古生物学会会長
- 府川源一郎 - 教育学、横浜国立大学教授、日本児童文学学会特別賞
- 藤原一繪 - 植生学、横浜国立大学名誉教授、元国際植生学会副会長
- 松原宏 - 経済地理学、東京大学教授、日本地理学会会長
- 真鍋真 - 恐竜学、国立科学博物館研究主幹、元日本古生物学会会長
- 間野義之 - スポーツ政策論、早稲田大学教授
- 三ツ井崇 - 朝鮮近代史、東京大学教授
- 宮島敬一 - 日本中世史、佐賀大学教授
- 八尾坂修 - 教育行政学、九州大学教授、福岡市教育委員会委員長

### 文化
- 柏木伸介 - 小説家、『このミステリーがすごい!』大賞優秀賞
- 桐りんご - 小説家、坊っちゃん文学賞大賞
- 福明子 - 童話作家、さきがけ文学賞、ひろすけ童話賞
- 林明子 - 絵本作家、サンケイ児童出版文化賞美術賞
- 佐川亜紀 - 詩人、小熊秀雄賞、日本詩人クラブ賞
- 篠崎絵里子 - 脚本家、橋田賞
- AKI INOMATA - 現代美術家、岡本太郎現代芸術賞入選
- 安里麻里 - 映画監督、脚本家
- 岩井俊二 - 映画監督、第19回日本アカデミー賞優秀作品賞、ヨコハマ映画祭監督賞、芸術選奨新人賞
- 阪本順治 - 映画監督、脚本家、第24回日本アカデミー賞最優秀監督賞、ブルーリボン賞作品賞・監督賞
- 汐田海平 - 映画プロデューサー、映像企画ATARIKIRI代表
- 山下和美 - 漫画家、講談社漫画賞
- きりきり舞 - 漫画家
- さいふうめい - 漫画原作者、評論家、宝塚大学教授、サントリー学芸賞

### 芸能
- 加藤雅也 - 俳優、第12回日本アカデミー賞新人俳優賞、日本映画批評家大賞主演男優賞
- 明樹由佳 - 女優
- 市川洋介 - 俳優
- 羽舞咲 - モデル
- えぐさゆうこ - ナレーター、俳優、歌手
- 塙英子 - 声優
- 宮咲あかり - 声優、歌手
- 立川らく人 - 落語家、二ツ目
- ガリベンズ矢野 - お笑い芸人
- 眞鍋かをり - タレント、グラビアアイドル、日本メガネベストドレッサー賞芸能人部門
- 小日向えり - タレント、アイドル、女優
- 倭早希 - グラビアアイドル
- 稲葉浩志 - ミュージシャン、B'zメンバー、日本ゴールドディスク大賞ロック・アルバム・オブ・ザ・イヤー
- 奥村政佳 - ヴォーカリスト、RAG FAIRメンバー、気象予報士、日本気象学会奨励賞
- 相澤千恵 - シンガーソングライター
- 川久保秀一 - ミュージシャン、ラジオパーソナリティ
- 近藤良平 - ダンサー、振付師、芸術選奨文部科学大臣賞

### アナウンサー
- 富川悠太 - テレビ朝日アナウンサー、オリコン好きなアナウンサーランキング8位
- 冨田憲子 - 元フジテレビジョンアナウンサー
- 三浦拓実 - NHKアナウンサー
- 塩田慎二 - NHKアナウンサー
- 田中浩史 - 元NHKアナウンサー、跡見学園女子大学教授
- 相川梨絵 - 元共同テレビジョンアナウンサー、バヌアツ親善大使
- 川上椋輔 - 北海道文化放送アナウンサー
- 松原友希 - IBC岩手放送アナウンサー
- 林莉世 - 新潟放送アナウンサー
- 日下純 - 静岡エフエム放送アナウンサー
- 光山雄一朗 - CBCテレビアナウンサー
- 赤木由布子 - 中京テレビ放送アナウンサー、元瀬戸内海放送アナウンサー
- 副島優子 - 元福井テレビアナウンサー、元横浜観光親善大使
- 横山太一 - 朝日放送テレビアナウンサー
- 楪望 - 元広島ホームテレビアナウンサー
- 中原理菜 - テレビ熊本アナウンサー、準ミスYNU
- 黒崎瞳 - NHKラジオセンター契約キャスター
- 早川茉希 フリーアナウンサー、ミスYNU
- 八木志芳 - ラジオDJ、ナレーター、フリーアナウンサー
- 中山可那子 - 元福島中央テレビアナウンサー

### スポーツ
- 北川智規 - 野球選手、オリックス・ブルーウェーブ2000年ドラフト指名選手
- 菅原由美子 - 陸上選手、2004年国民体育大会100メートル競走4位
- 木村文子 - 陸上選手、2013年アジア陸上競技選手権大会100mハードル金メダル
- 中津川亜月 - 陸上選手、U20日本室内陸上競技選手権大会走幅跳優勝
- 中野亨道 - 柔道選手、2013年南アジア柔道選手権81Kg級銅メダル
- 新田渉世 - プロボクサー、第31代OPBF東洋太平洋バンタム級王者、川崎新田ボクシングジム会長